# Die Pfefferkörner/Episodenliste

Logo von 1999 bis 2016

Diese Episodenliste enthält alle Episoden der deutschen Kinder- und Jugendserie Die Pfefferkörner sortiert nach der deutschen Erstausstrahlung. Die Fernsehserie umfasst derzeit 21 Staffeln mit 273 ausgestrahlten Episoden. Zum Serienuniversum gehören auch zwei Kinofilme.

## Übersicht
| Staffel      | Episodenanzahl | Erstausstrahlung   | Erstausstrahlung   |
| Staffel      | Episodenanzahl | Staffelpremiere    | Staffelfinale      |
| ------------ | -------------- | ------------------ | ------------------ |
| 1            | 13             | 27. Dezember 1999  | 12. Januar 2000    |
| 2            | 13             | 22. März 2001      | 13. Februar 2002   |
| 3            | 13             | 2. Januar 2003     | 21. Januar 2003    |
| 4            | 13             | 26. Februar 2004   | 11. Januar 2005    |
| 5            | 13             | 15. März 2008      | 7. Juni 2008       |
| 6            | 13             | 11. April 2009     | 4. Juli 2009       |
| 7            | 13             | 9. Oktober 2010    | 29. Januar 2011    |
| 8            | 13             | 5. Februar 2011    | 23. April 2011     |
| 9            | 13             | 8. Oktober 2012    | 12. Oktober 2012   |
| Fernsehfilme | 2              | 2. November 2013   | 9. November 2013   |
| 10           | 13             | 16. November 2013  | 21. Dezember 2013  |
| 11           | 13             | 25. Oktober 2014   | 27. Dezember 2014  |
| 12           | 13             | 7. November 2015   | 19. Dezember 2015  |
| 13           | 13             | 20. November 2016  | 10. Dezember 2016  |
| Kinofilm     | Kinofilm       | 7. September 2017  | 7. September 2017  |
| 14           | 13             | 12. November 2017  | 17. Dezember 2017  |
| 15           | 13             | 24. November 2018  | 29. Dezember 2018  |
| 16           | 13             | 23. November 2019  | 28. Dezember 2019  |
| Kinofilm     | Kinofilm       | 30. September 2021 | 30. September 2021 |
| 17           | 13             | 20. Februar 2021   | 27. März 2021      |
| 18           | 13             | 15. Januar 2022    | 2. April 2022      |
| 19           | 13             | 11. März 2023      | 22. April 2023     |
| 20           | 13             | 11. Mai 2024       | 22. Juni 2024      |
| 21           | 13             | 15. März 2025      | 26. April 2025     |

## Staffel 1
| Nr. (ges.) | Nr. (St.) | Originaltitel                  | Erstausstrahlung D | Regie            | Drehbuch                      | Team |
| ---------- | --------- | ------------------------------ | ------------------ | ---------------- | ----------------------------- | ---- |
| 1          | 1         | Abgezogen                      | 27. Dez. 1999      | Matthias Steurer | Katharina Mestre              | 1    |
| 2          | 2         | Wer ist Jeremy?                | 28. Dez. 1999      | Matthias Steurer | Katharina Mestre              | 1    |
| 3          | 3         | Schlange im Rohr               | 29. Dez. 1999      | Matthias Steurer | Katharina Mestre              | 1    |
| 4          | 4         | Die Schimmelprinzessin         | 30. Dez. 1999      | Matthias Steurer | Katharina Mestre              | 1    |
| 5          | 5         | Cem und Rachel                 | 31. Dez. 1999      | Matthias Steurer | Katharina Mestre              | 1    |
| 6          | 6         | Bombenstimmung                 | 3. Jan. 2000       | Matthias Steurer | Katharina Mestre              | 1    |
| 7          | 7         | Das teuerste Fahrrad der Welt  | 4. Jan. 2000       | Klaus Wirbitzky  | Katharina Mestre              | 1    |
| 8          | 8         | Bladerflucht                   | 5. Jan. 2000       | Klaus Wirbitzky  | Katharina Mestre              | 1    |
| 9          | 9         | Starallüren                    | 6. Jan. 2000       | Matthias Steurer | Katharina Mestre              | 1    |
| 10         | 10        | Ätzende Kanister               | 7. Jan. 2000       | Klaus Wirbitzky  | Anke Gebert, Katharina Mestre | 1    |
| 11         | 11        | Der rote Mantel                | 10. Jan. 2000      | Klaus Wirbitzky  | Katharina Mestre              | 1    |
| 12         | 12        | Das Johannisfest               | 11. Jan. 2000      | Matthias Steurer | Katharina Mestre              | 1    |
| 13         | 13        | Der Schatz vom Kannengießerort | 12. Jan. 2000      | Klaus Wirbitzky  | Katharina Mestre              | 1    |

## Staffel 2
| Nr. (ges.) | Nr. (St.) | Originaltitel         | Erstausstrahlung D | Regie            | Drehbuch         | Team |
| ---------- | --------- | --------------------- | ------------------ | ---------------- | ---------------- | ---- |
| 14         | 1         | Würmer für die Braut  | 22. März 2001      | Klaus Wirbitzky  | Katharina Mestre | 1    |
| 15         | 2         | Der Fluch der Mumie   | 23. März 2001      | Klaus Wirbitzky  | Katharina Mestre | 1    |
| 16         | 3         | Der Bär ist los       | 26. März 2001      | Matthias Steurer | Katharina Mestre | 1    |
| 17         | 4         | Vivi Einstein         | 27. März 2001      | Matthias Steurer | Katharina Mestre | 1    |
| 18         | 5         | Katharina ist weg     | 28. März 2001      | Matthias Steurer | Katharina Mestre | 1    |
| 19         | 6         | Jūrmala               | 29. März 2001      | Klaus Wirbitzky  | Katharina Mestre | 1    |
| 20         | 7         | Der Schwarzbrenner    | 30. März 2001      | Klaus Wirbitzky  | Sonja Gagel      | 1    |
| 21         | 8         | Graffiti              | 2. Apr. 2001       | Matthias Steurer | Conny Hiller     | 1    |
| 22         | 9         | Hooligans             | 7. Feb. 2002       | Klaus Wirbitzky  | Katharina Mestre | 1    |
| 23         | 10        | Der Pirat             | 8. Feb. 2002       | Matthias Steurer | Sonja Gagel      | 1    |
| 24         | 11        | Cems Oma              | 11. Feb. 2002      | Klaus Wirbitzky  | Katharina Mestre | 1    |
| 25         | 12        | Der silberne Elefant  | 12. Feb. 2002      | Klaus Wirbitzky  | Katharina Mestre | 1    |
| 26         | 13        | Fröhliche Weihnachten | 13. Feb. 2002      | Klaus Wirbitzky  | Katharina Mestre | 1    |

## Staffel 3
| Nr. (ges.) | Nr. (St.) | Originaltitel                     | Erstausstrahlung D | Regie               | Drehbuch         | Team |
| ---------- | --------- | --------------------------------- | ------------------ | ------------------- | ---------------- | ---- |
| 27         | 1         | Crash, Boom, Bäng!                | 2. Jan. 2003       | Matthias Steurer    | Jörg Reiter      | 1    |
| 28         | 2         | Börsenfieber                      | 6. Jan. 2003       | Matthias Steurer    | Jörg Reiter      | 1    |
| 29         | 3         | Tafelraub                         | 7. Jan. 2003       | Matthias Steurer    | Angela Gerrits   | 1    |
| 30         | 4         | Partycrasher                      | 8. Jan. 2003       | Andrea Katzenberger | Sonja Sairally   | 1    |
| 31         | 5         | Der Schlitzer von der Elbchaussee | 9. Jan. 2003       | Andrea Katzenberger | Astrid Ströher   | 1    |
| 32         | 6         | Lampenfieber                      | 10. Jan. 2003      | Klaus Wirbitzky     | Sonja Sairally   | 1    |
| 33         | 7         | Kampf um Hoppetosse               | 13. Jan. 2003      | Klaus Wirbitzky     | Jörg Reiter      | 1    |
| 34         | 8         | Der Zeuge                         | 14. Jan. 2003      | Klaus Wirbitzky     | Jörg Reiter      | 1    |
| 35         | 9         | Tödlicher Müll                    | 15. Jan. 2003      | Klaus Wirbitzky     | Jörg Reiter      | 1    |
| 36         | 10        | Der Chip                          | 16. Jan. 2003      | Klaus Wirbitzky     | Jörg Reiter      | 1    |
| 37         | 11        | Weißes Gold                       | 17. Jan. 2003      | Klaus Wirbitzky     | Katharina Mestre | 2    |
| 38         | 12        | Katja unter Verdacht              | 20. Jan. 2003      | Klaus Wirbitzky     | Katharina Mestre | 2    |
| 39         | 13        | Diamantenfieber                   | 21. Jan. 2003      | Klaus Wirbitzky     | Katharina Mestre | 2    |

## Staffel 4
| Nr. (ges.) | Nr. (St.) | Originaltitel             | Erstausstrahlung D | Regie               | Drehbuch           | Team |
| ---------- | --------- | ------------------------- | ------------------ | ------------------- | ------------------ | ---- |
| 40         | 1         | Fahrraddiebe              | 26. Feb. 2004      | Klaus Wirbitzky     | Jörg Reiter        | 2    |
| 41         | 2         | Machtspiele               | 27. Feb. 2004      | Klaus Wirbitzky     | Jörg Reiter        | 2    |
| 42         | 3         | Russische Geheimnisse     | 1. März 2004       | Klaus Wirbitzky     | Sonja Sairally     | 2    |
| 43         | 4         | Vorsicht Krokodil!        | 2. März 2004       | Stefan Mohrbutter   | Sonja Sairally     | 2    |
| 44         | 5         | Hundeliebe                | 3. März 2004       | Andrea Katzenberger | Jörg Reiter        | 2    |
| 45         | 6         | Ein Bodyguard für Panda   | 4. März 2004       | Andrea Katzenberger | Jörg Reiter        | 2    |
| 46         | 7         | Trommelwirbel             | 5. März 2004       | Klaus Wirbitzky     | Angela Gerrits     | 2    |
| 47         | 8         | Vatertag                  | 8. März 2004       | Stefan Mohrbutter   | Angela Gerrits     | 2    |
| 48         | 9         | Die Bladerbande           | 9. März 2004       | Stefan Mohrbutter   | Franziska Pfeiffer | 2    |
| 49         | 10        | Paul in Not               | 7. Dez. 2004       | Miko Zeuschner      | Franziska Pfeiffer | 2    |
| 50         | 11        | Sabotage auf der Rennbahn | 14. Dez. 2004      | Miko Zeuschner      | Oliver Keune       | 2    |
| 51         | 12        | Das Mondfest              | 29. Dez. 2004      | Miko Zeuschner      | Sonja Sairally     | 2    |
| 52         | 13        | Karriereträume            | 11. Jan. 2005      | Miko Zeuschner      | Sonja Sairally     | 2    |

## Staffel 5
| Nr. (ges.) | Nr. (St.) | Originaltitel                   | Erstausstrahlung D | Regie               | Drehbuch                  | Team |
| ---------- | --------- | ------------------------------- | ------------------ | ------------------- | ------------------------- | ---- |
| 53         | 1         | Ein neuer Anfang                | 15. März 2008      | Klaus Wirbitzky     | Katharina Mestre          | 3    |
| 54         | 2         | Blutdiamanten                   | 22. März 2008      | Klaus Wirbitzky     | Katharina Mestre          | 3    |
| 55         | 3         | Tödliches Serum                 | 29. März 2008      | Andrea Katzenberger | Jörg Reiter               | 3    |
| 56         | 4         | Die Autoschieber                | 5. Apr. 2008       | Klaus Wirbitzky     | Jörg Reiter               | 3    |
| 57         | 5         | Schlankheitspillen              | 12. Apr. 2008      | Andrea Katzenberger | Andrea Katzenberger       | 3    |
| 58         | 6         | Happy Slapping                  | 19. Apr. 2008      | Klaus Wirbitzky     | Sonja Sairally            | 3    |
| 59         | 7         | Abgezockt                       | 26. Apr. 2008      | Klaus Wirbitzky     | Sonja Sairally, Anja Jabs | 3    |
| 60         | 8         | Die Kakerlakenbombe             | 3. Mai 2008        | Andrea Katzenberger | Andrea Katzenberger       | 3    |
| 61         | 9         | Thèréses Geheimnis              | 10. Mai 2008       | Klaus Wirbitzky     | Katharina Mestre          | 3    |
| 62         | 10        | Karol Undercover                | 17. Mai 2008       | Klaus Wirbitzky     | Katharina Mestre          | 3    |
| 63         | 11        | Zündstoff                       | 24. Mai 2008       | Klaus Wirbitzky     | Jörg Reiter               | 3    |
| 64         | 12        | Der Fluch der schwarzen Madonna | 31. Mai 2008       | Klaus Wirbitzky     | Jörg Reiter               | 3    |
| 65         | 13        | Lilly ist weg                   | 7. Juni 2008       | Klaus Wirbitzky     | Jörg Reiter               | 3    |

## Staffel 6
| Nr. (ges.) | Nr. (St.) | Originaltitel     | Erstausstrahlung D | Regie               | Drehbuch            | Team |
| ---------- | --------- | ----------------- | ------------------ | ------------------- | ------------------- | ---- |
| 66         | 1         | Unschuldig        | 11. Apr. 2009      | Klaus Wirbitzky     | Anja Jabs           | 3    |
| 67         | 2         | Gemobbt           | 18. Apr. 2009      | Klaus Wirbitzky     | Jörg Reiter         | 3    |
| 68         | 3         | Schiffeversenken  | 25. Apr. 2009      | Miko Zeuschner      | Jörg Reiter         | 3    |
| 69         | 4         | Schwanenmord      | 2. Mai 2009        | Miko Zeuschner      | Anja Jabs           | 3    |
| 70         | 5         | Foulspiel         | 9. Mai 2009        | Klaus Wirbitzky     | Jörg Reiter         | 3    |
| 71         | 6         | Produktpiraten    | 16. Mai 2009       | Klaus Wirbitzky     | Katja Kittendorf    | 3    |
| 72         | 7         | Maries Alleingang | 23. Mai 2009       | Andrea Katzenberger | Katherina Mestre    | 3    |
| 73         | 8         | Falsche Freunde   | 30. Mai 2009       | Klaus Wirbitzky     | Jörg Reiter         | 3    |
| 74         | 9         | Bildertausch      | 6. Juni 2009       | Miko Zeuschner      | Jörg Reiter         | 3    |
| 75         | 10        | Zarina            | 13. Juni 2009      | Andrea Katzenberger | Andrea Katzenberger | 3    |
| 76         | 11        | Tiere in Not      | 20. Juni 2009      | Klaus Wirbitzky     | Anja Jabs           | 3    |
| 77         | 12        | Schutzgeld        | 27. Juni 2009      | Andrea Katzenberger | Andrea Katzenberger | 3    |
| 78         | 13        | Kirchenklau       | 4. Juli 2009       | Andrea Katzenberger | Katja Kittendorf    | 3    |

## Staffel 7
| Nr. (ges.) | Nr. (St.) | Originaltitel         | Erstausstrahlung D | Regie               | Drehbuch            | Team |
| ---------- | --------- | --------------------- | ------------------ | ------------------- | ------------------- | ---- |
| 79         | 1         | Die Fälscher          | 9. Okt. 2010       | Andrea Katzenberger | Anja Jabs           | 3    |
| 80         | 2         | Der Junge ohne Namen  | 16. Okt. 2010      | Andrea Katzenberger | Anja Jabs           | 3    |
| 81         | 3         | Ein neues Team        | 23. Okt. 2010      | Klaus Wirbitzky     | Andrea Katzenberger | 4    |
| 82         | 4         | Feuer in der Kita     | 30. Okt. 2010      | Andrea Katzenberger | Andrea Katzenberger | 4    |
| 83         | 5         | Zivilcourage          | 6. Nov. 2010       | Andrea Katzenberger | Jörg Reiter         | 4    |
| 84         | 6         | Auf und davon         | 13. Nov. 2010      | Klaus Wirbitzky     | Jörg Reiter         | 4    |
| 85         | 7         | Abgefahren            | 20. Nov. 2010      | Klaus Wirbitzky     | Katja Kittendorf    | 4    |
| 86         | 8         | Familienbande         | 4. Dez. 2010       | Stephan Rick        | Katja Kittendorf    | 4    |
| 87         | 9         | Die Schuldenfalle     | 11. Dez. 2010      | Klaus Wirbitzky     | Anja Jabs           | 4    |
| 88         | 10        | Die Umweltsünderin    | 18. Dez. 2010      | Klaus Wirbitzky     | Anja Jabs           | 4    |
| 89         | 11        | Tierfreunde           | 8. Jan. 2011       | Klaus Wirbitzky     | Jörg Reiter         | 4    |
| 90         | 12        | Die Erbschaft         | 22. Jan. 2011      | Stephan Rick        | Jörg Reiter         | 4    |
| 91         | 13        | Käufliche Intelligenz | 29. Jan. 2011      | Stephan Rick        | Jörg Reiter         | 4    |

## Staffel 8
| Nr. (ges.) | Nr. (St.) | Originaltitel        | Erstausstrahlung D | Regie               | Drehbuch            | Team |
| ---------- | --------- | -------------------- | ------------------ | ------------------- | ------------------- | ---- |
| 92         | 1         | Das Silbergebiss     | 5. Feb. 2011       | Stephan Rick        | Anja Jabs           | 4    |
| 93         | 2         | Geschmacksverstärker | 12. Feb. 2011      | Stephan Rick        | Jörg Reiter         | 4    |
| 94         | 3         | Die blaue Jacke      | 19. Feb. 2011      | Stephan Rick        | Anja Jabs           | 4    |
| 95         | 4         | Der doppelte Dalu    | 26. Feb. 2011      | Stephan Rick        | Katja Kittendorf    | 4    |
| 96         | 5         | Reisefreuden         | 5. März 2011       | Klaus Wirbitzky     | Jörg Reiter         | 4    |
| 97         | 6         | Böse Jungs           | 12. März 2011      | Klaus Wirbitzky     | Jörg Reiter         | 4    |
| 98         | 7         | Wühltisch-Welpen     | 26. März 2011      | Klaus Wirbitzky     | Katja Kittendorf    | 4    |
| 99         | 8         | Eigentor             | 2. Apr. 2011       | Andrea Katzenberger | Jörg Reiter         | 4    |
| 100        | 9         | Störtebekers Kopf    | 9. Apr. 2011       | Klaus Wirbitzky     | Anja Jabs           | 4    |
| 101        | 10        | Liebeswahn           | 9. Apr. 2011       | Klaus Wirbitzky     | Anja Jabs           | 4    |
| 102        | 11        | Autobrandstifter     | 9. Apr. 2011       | Andrea Katzenberger | Katherina Mestre    | 4    |
| 103        | 12        | Gerüchteküche        | 16. Apr. 2011      | Andrea Katzenberger | Andrea Katzenberger | 4    |
| 104        | 13        | Hochzeit in Gefahr   | 23. Apr. 2011      | Andrea Katzenberger | Andrea Katzenberger | 4    |

## Staffel 9
| Nr. (ges.) | Nr. (St.) | Originaltitel              | Erstausstrahlung D | Regie               | Drehbuch            | Team |
| ---------- | --------- | -------------------------- | ------------------ | ------------------- | ------------------- | ---- |
| 105        | 1         | Aller Anfang ist schwer    | 8. Okt. 2012       | Andrea Katzenberger | Anja Jabs           | 5    |
| 106        | 2         | Spinnennetz                | 8. Okt. 2012       | Andrea Katzenberger | Anja Jabs           | 5    |
| 107        | 3         | Ninas Geheimnis            | 9. Okt. 2012       | Andrea Katzenberger | Anja Jabs           | 5    |
| 108        | 4         | Sneakerfieber              | 9. Okt. 2012       | Klaus Wirbitzky     | Jörg Reiter         | 5    |
| 109        | 5         | Versklavt                  | 10. Okt. 2012      | Klaus Wirbitzky     | Jörg Reiter         | 5    |
| 110        | 6         | Cybermobbing               | 10. Okt. 2012      | Klaus Wirbitzky     | Anja Jabs           | 5    |
| 111        | 7         | Die Kiste aus Afrika       | 11. Okt. 2012      | Andrea Katzenberger | Andrea Katzenberger | 5    |
| 112        | 8         | Gefährliche Downloads      | 11. Okt. 2012      | Stephan Rick        | Jörg Reiter         | 5    |
| 113        | 9         | Oma Leni in Not            | 12. Okt. 2012      | Stephan Rick        | Jörg Reiter         | 5    |
| 114        | 10        | Diebstahl im Krankenhaus   | 12. Okt. 2012      | Stephan Rick        | Andrea Katzenberger | 5    |
| 115        | 11        | Ein Fall für den Gentleman | 12. Okt. 2012      | Klaus Wirbitzky     | Katja Kittendorf    | 5    |
| 116        | 12        | Hortensienschneider        | 12. Okt. 2012      | Klaus Wirbitzky     | Katharina Mestre    | 5    |
| 117        | 13        | Strahlender Tee            | 12. Okt. 2012      | Klaus Wirbitzky     | Katharina Mestre    | 5    |

## Fernsehfilme
Es handelt sich um einen Zusammenschnitt aus Folgen der 9. Staffel. Die zwei Teile des Spielfilms umfassen die Folgen 105–117.
| Nr. | Originaltitel    | Erstausstrahlung D | Regie               | Drehbuch         | Team |
| --- | ---------------- | ------------------ | ------------------- | ---------------- | ---- |
| 1   | Alles auf Anfang | 2. Nov. 2013       | Andrea Katzenberger | Anja Jabs        | 5    |
| 2   | Endspurt         | 9. Nov. 2013       | Klaus Wirbitzky     | Katja Kittendorf | 5    |

## Staffel 10
| Nr. (ges.)                                           | Nr. (St.) | Originaltitel                | Erstausstrahlung D | Regie               | Drehbuch            | Team |
| ---------------------------------------------------- | --------- | ---------------------------- | ------------------ | ------------------- | ------------------- | ---- |
| 118                                                  | 1         | Obdachlos                    | 16. Nov. 2013      | Andrea Katzenberger | Anja Jabs           | 6    |
| 119                                                  | 2         | Alarm in der Schule          | 16. Nov. 2013      | Andrea Katzenberger | Anja Jabs           | 6    |
| 120                                                  | 3         | Hip Hop                      | 16. Nov. 2013      | Andrea Katzenberger | Andrea Katzenberger | 6    |
| 121                                                  | 4         | Im Seniorenheim              | 23. Nov. 2013      | Franziska Hörisch   | Andrea Katzenberger | 6    |
| 122                                                  | 5         | Großwildjagd                 | 23. Nov. 2013      | Franziska Hörisch   | Jörg Reiter         | 6    |
| 123                                                  | 6         | Mutproben                    | 23. Nov. 2013      | Klaus Wirbitzky     | Jörg Reiter         | 6    |
| 124                                                  | 7         | Das Geheimnis der Currywurst | 30. Nov. 2013      | Klaus Wirbitzky     | Anja Jabs           | 6    |
| 125                                                  | 8         | Der verschwundene Engel      | 30. Nov. 2013      | Klaus Wirbitzky     | Katja Kittendorf    | 6    |
| 126                                                  | 9         | Gefahr von Rechts (1)        | 30. Nov. 2013      | Klaus Wirbitzky     | Anja Jabs           | 6    |
| 127                                                  | 10        | Geocaching                   | 14. Dez. 2013      | Andrea Katzenberger | Jörg Reiter         | 6    |
| 128                                                  | 11        | In die Tonne                 | 14. Dez. 2013      | Andrea Katzenberger | Catharina Junk      | 6    |
| 129                                                  | 12        | Hauptgericht: Schlange       | 21. Dez. 2013      | Andrea Katzenberger | Jörg Reiter         | 6    |
| 130                                                  | 13        | Verseuchte Erde              | 21. Dez. 2013      | Andrea Katzenberger | Anja Jabs           | 6    |
| Anmerkungen: (1) Alternativtitel: Angriff auf Matteo |           |                              |                    |                     |                     |      |

## Staffel 11
| Nr. (ges.) | Nr. (St.) | Originaltitel       | Erstausstrahlung D | Regie               | Drehbuch            | Team |
| ---------- | --------- | ------------------- | ------------------ | ------------------- | ------------------- | ---- |
| 131        | 1         | Abschied tut weh    | 25. Okt. 2014      | Klaus Wirbitzky     | Anja Jabs           | 6    |
| 132        | 2         | Notendruck          | 25. Okt. 2014      | Klaus Wirbitzky     | Anja Jabs           | 7    |
| 133        | 3         | Gekaufte Spiele     | 25. Okt. 2014      | Klaus Wirbitzky     | Jörg Reiter         | 7    |
| 134        | 4         | Campingfreunde      | 26. Okt. 2014      | Klaus Wirbitzky     | Jörg Reiter         | 7    |
| 135        | 5         | Geködert            | 26. Okt. 2014      | Andrea Katzenberger | Catharina Junk      | 7    |
| 136        | 6         | Ceydas Geheimnis    | 26. Okt. 2014      | Andrea Katzenberger | Catharina Junk      | 7    |
| 137        | 7         | Gefährlicher Gegner | 26. Okt. 2014      | Andrea Katzenberger | Katja Kittendorf    | 7    |
| 138        | 8         | Munition            | 13. Dez. 2014      | Andrea Katzenberger | Andrea Katzenberger | 7    |
| 139        | 9         | Liebe macht blind   | 20. Dez. 2014      | Andrea Katzenberger | Andrea Katzenberger | 7    |
| 140        | 10        | Blütenregen         | 20. Dez. 2014      | Andrea Katzenberger | Jörg Reiter         | 7    |
| 141        | 11        | Kinderkram          | 20. Dez. 2014      | Franziska Hörisch   | Jörg Reiter         | 7    |
| 142        | 12        | Der Bootsklau       | 27. Dez. 2014      | Franziska Hörisch   | Anja Jabs           | 7    |
| 143        | 13        | Endlich Hochzeit    | 27. Dez. 2014      | Franziska Hörisch   | Anja Jabs           | 7    |

## Staffel 12
| Nr. (ges.) | Nr. (St.) | Originaltitel           | Erstausstrahlung D | Regie               | Drehbuch            | Team |
| ---------- | --------- | ----------------------- | ------------------ | ------------------- | ------------------- | ---- |
| 144        | 1         | Die Flaschenpost        | 7. Nov. 2015       | Klaus Wirbitzky     | Anja Jabs           | 8    |
| 145        | 2         | Vertauschte Handys      | 7. Nov. 2015       | Klaus Wirbitzky     | Jörg Reiter         | 8    |
| 146        | 3         | Ausgebremst             | 7. Nov. 2015       | Klaus Wirbitzky     | Jörg Reiter         | 8    |
| 147        | 4         | Vor Gericht             | 15. Nov. 2015      | Klaus Wirbitzky     | Jörg Reiter         | 8    |
| 148        | 5         | Durchgeknallt           | 21. Nov. 2015      | Andrea Katzenberger | Jörg Reiter         | 8    |
| 149        | 6         | Geraubte Kunst          | 21. Nov. 2015      | Andrea Katzenberger | Anja Jabs           | 8    |
| 150        | 7         | Nachts im Museum        | 21. Nov. 2015      | Andrea Katzenberger | Andrea Katzenberger | 8    |
| 151        | 8         | Abgeschoben             | 5. Dez. 2015       | Andrea Katzenberger | Andrea Katzenberger | 8    |
| 152        | 9         | Im Schmetterlingsgarten | 5. Dez. 2015       | Andrea Katzenberger | Anja Jabs           | 8    |
| 153        | 10        | Fenster zum Hof         | 5. Dez. 2015       | Andrea Katzenberger | Jörg Reiter         | 8    |
| 154        | 11        | Die Superhelden         | 19. Dez. 2015      | Franziska Hörisch   | Katja Kittendorf    | 8    |
| 155        | 12        | Toms Vater              | 19. Dez. 2015      | Franziska Hörisch   | Anja Jabs           | 8    |
| 156        | 13        | Auf dem Holzweg         | 19. Dez. 2015      | Franziska Hörisch   | Anja Jabs           | 8    |

## Staffel 13
| Nr. (ges.) | Nr. (St.) | Originaltitel               | Erstausstrahlung D | Regie                | Drehbuch            | Team |
| ---------- | --------- | --------------------------- | ------------------ | -------------------- | ------------------- | ---- |
| 157        | 1         | Der rätselhafte Kleiderraub | 20. Nov. 2016      | Andrea Katzenberger  | Anja Jabs           | 8    |
| 158        | 2         | Abgedreht                   | 20. Nov. 2016      | Andrea Katzenberger  | Andrea Katzenberger | 8    |
| 159        | 3         | Doppelleben                 | 20. Nov. 2016      | Andrea Katzenberger  | Andrea Katzenberger | 8    |
| 160        | 4         | Selbstjustiz                | 26. Nov. 2016      | Andrea Katzenberger  | Katja Kittendorf    | 8    |
| 161        | 5         | Rotkäppchen                 | 26. Nov. 2016      | Franziska Hörisch    | Katja Kittendorf    | 8    |
| 162        | 6         | Der Zwilling                | 27. Nov. 2016      | Franziska Hörisch    | Anja Jabs           | 8    |
| 163        | 7         | Goldqueen liebt dich        | 27. Nov. 2016      | Franziska Hörisch    | Anja Jabs           | 8    |
| 164        | 8         | Jonne unter Verdacht        | 27. Nov. 2016      | Franziska Hörisch    | Jörg Reiter         | 8    |
| 165        | 9         | Üble Tricks                 | 3. Dez. 2016       | Franziska Hörisch    | Jörg Reiter         | 8    |
| 166        | 10        | Kredithaie                  | 4. Dez. 2016       | Franziska Hörisch    | Jörg Reiter         | 8    |
| 167        | 11        | Wolke Sieben                | 10. Dez. 2016      | Daniel Drechsel-Grau | Andreas Dirr        | 8    |
| 168        | 12        | Gewissensfragen             | 10. Dez. 2016      | Daniel Drechsel-Grau | Catharina Junk      | 8    |
| 169        | 13        | Giftige Absichten           | 10. Dez. 2016      | Daniel Drechsel-Grau | Catharina Junk      | 8    |

## Die Pfefferkörner und der Fluch des Schwarzen Königs
Die Pfefferkörner und der Fluch des Schwarzen Königs ist der erste Pfefferkörner-Kinofilm, welcher am 7. September 2017 Premiere feierte. Zum ersten Mal im Fernsehen wurde der Film am 27. Oktober 2019 im Ersten gezeigt.
| Nr. | Originaltitel                                        | Erstausstrahlung D | Regie            | Drehbuch   | Team |
| --- | ---------------------------------------------------- | ------------------ | ---------------- | ---------- | ---- |
| 1   | Die Pfefferkörner und der Fluch des Schwarzen Königs | 7. Sep. 2017       | Christian Theede | Dirk Ahner | 9    |

## Staffel 14
| Nr. (ges.) | Nr. (St.) | Originaltitel                        | Erstausstrahlung D | Regie                | Drehbuch            | Team |
| ---------- | --------- | ------------------------------------ | ------------------ | -------------------- | ------------------- | ---- |
| 170        | 1         | Die Ratte ist los                    | 12. Nov. 2017      | Daniel Drechsel-Grau | Anja Jabs           | 9    |
| 171        | 2         | Der rosa Diamant                     | 12. Nov. 2017      | Daniel Drechsel-Grau | Anja Jabs           | 9    |
| 172        | 3         | Ein Buch für Murphy                  | 12. Nov. 2017      | Daniel Drechsel-Grau | Katja Kittendorf    | 9    |
| 173        | 4         | Der Bodyguard                        | 19. Nov. 2017      | Daniel Drechsel-Grau | Andreas Dirr        | 9    |
| 174        | 5         | Schlimmer geht immer                 | 19. Nov. 2017      | Andrea Katzenberger  | Anja Jabs           | 9    |
| 175        | 6         | Der Apfel fällt nicht weit vom Stamm | 19. Nov. 2017      | Andrea Katzenberger  | Andrea Katzenberger | 9    |
| 176        | 7         | Freigang                             | 26. Nov. 2017      | Andrea Katzenberger  | Andrea Katzenberger | 9    |
| 177        | 8         | Die Trinkgeld-Mafia                  | 3. Dez. 2017       | Andrea Katzenberger  | Jörg Reiter         | 9    |
| 178        | 9         | Die falsche Schlange                 | 3. Dez. 2017       | Andrea Katzenberger  | Jörg Reiter         | 9    |
| 179        | 10        | Flucht nach Afghanistan              | 3. Dez. 2017       | Andrea Katzenberger  | Jörg Reiter         | 9    |
| 180        | 11        | Nächstes Level                       | 17. Dez. 2017      | Florian Schnell      | Catharina Junk      | 9    |
| 181        | 12        | Weil ich ein Mädchen bin             | 17. Dez. 2017      | Florian Schnell      | Catharina Junk      | 9    |
| 182        | 13        | Alles steht Kopf                     | 17. Dez. 2017      | Florian Schnell      | Anja Jabs           | 9    |

## Staffel 15
| Nr. (ges.) | Nr. (St.) | Originaltitel       | Erstausstrahlung D | Regie                | Drehbuch       | Team |
| ---------- | --------- | ------------------- | ------------------ | -------------------- | -------------- | ---- |
| 183        | 1         | Für die Kunst       | 24. Nov. 2018      | Daniel Drechsel-Grau | Silja Clemens  | 9    |
| 184        | 2         | Natürlich Jule      | 24. Nov. 2018      | Daniel Drechsel-Grau | Silja Clemens  | 9    |
| 185        | 3         | Die Aal-Mafia       | 24. Nov. 2018      | Daniel Drechsel-Grau | Anja Jabs      | 9    |
| 186        | 4         | Die Aussteigerin    | 1. Dez. 2018       | Daniel Drechsel-Grau | Anja Jabs      | 10   |
| 187        | 5         | Das Wunderkind      | 1. Dez. 2018       | Andrea Katzenberger  | Anja Jabs      | 10   |
| 188        | 6         | Die alte Frau       | 1. Dez. 2018       | Andrea Katzenberger  | Anja Jabs      | 10   |
| 189        | 7         | Abi um jeden Preis  | 15. Dez. 2018      | Andrea Katzenberger  | Anja Jabs      | 10   |
| 190        | 8         | Schwimmbadhelden    | 15. Dez. 2018      | Andrea Katzenberger  | Franca Düwel   | 10   |
| 191        | 9         | Fischköppe          | 15. Dez. 2018      | Andrea Katzenberger  | Silja Clemens  | 10   |
| 192        | 10        | Aliens              | 22. Dez. 2018      | Andrea Katzenberger  | Catharina Junk | 10   |
| 193        | 11        | Der doppelte Willie | 22. Dez. 2018      | Felix Ahrens         | Catharina Junk | 10   |
| 194        | 12        | Tankstopp           | 29. Dez. 2018      | Felix Ahrens         | Jörg Reiter    | 10   |
| 195        | 13        | Stille Nacht        | 29. Dez. 2018      | Felix Ahrens         | Jörg Reiter    | 10   |

## Staffel 16
| Nr. (ges.) | Nr. (St.) | Originaltitel                | Erstausstrahlung D | Regie                | Drehbuch            | Team |
| ---------- | --------- | ---------------------------- | ------------------ | -------------------- | ------------------- | ---- |
| 196        | 1         | Das Cello                    | 23. Nov. 2019      | Andrea Katzenberger  | Anja Jabs           | 10   |
| 197        | 2         | Glücksspiele                 | 23. Nov. 2019      | Andrea Katzenberger  | Anja Jabs           | 10   |
| 198        | 3         | Glaubensfragen               | 23. Nov. 2019      | Andrea Katzenberger  | Andrea Katzenberger | 10   |
| 199        | 4         | Escaperoom                   | 7. Dez. 2019       | Andrea Katzenberger  | Andrea Katzenberger | 10   |
| 200        | 5         | Goldfieber                   | 7. Dez. 2019       | Daniel Drechsel-Grau | Anja Jabs           | 10   |
| 201        | 6         | Pepper in Gefahr             | 7. Dez. 2019       | Daniel Drechsel-Grau | Jörg Reiter         | 10   |
| 202        | 7         | Entenjagd                    | 14. Dez. 2019      | Daniel Drechsel-Grau | Jörg Reiter         | 10   |
| 203        | 8         | Kiras Albtraum               | 21. Dez. 2019      | Daniel Drechsel-Grau | Anja Jabs           | 10   |
| 204        | 9         | Ferngesteuert                | 21. Dez. 2019      | Daniel Drechsel-Grau | Silja Clemens       | 10   |
| 205        | 10        | Null Sterne                  | 21. Dez. 2019      | Daniel Drechsel-Grau | Silja Clemens       | 10   |
| 206        | 11        | Nachrichten aus dem Jenseits | 28. Dez. 2019      | Felix Ahrens         | Catharina Junk      | 10   |
| 207        | 12        | Waschbär und Kaninchen       | 28. Dez. 2019      | Felix Ahrens         | Catharina Junk      | 10   |
| 208        | 13        | Sabotage                     | 28. Dez. 2019      | Felix Ahrens         | Silja Clemens       | 10   |

## Die Pfefferkörner und der Schatz der Tiefsee
Die Pfefferkörner und der Schatz der Tiefsee ist der zweite Pfefferkörner-Kinofilm, welcher am 30. September 2021 Premiere feierte. Zum ersten Mal im Fernsehen wurde der Film am 10. Dezember 2022 im Ersten gezeigt.
| Nr. | Originaltitel                                | Erstausstrahlung D | Regie            | Drehbuch   | Team |
| --- | -------------------------------------------- | ------------------ | ---------------- | ---------- | ---- |
| 2   | Die Pfefferkörner und der Schatz der Tiefsee | 30. Sep. 2021      | Christian Theede | Dirk Ahner | 11   |

## Staffel 17
| Nr. (ges.) | Nr. (St.) | Originaltitel            | Erstausstrahlung D | Regie                | Drehbuch            | Team |
| ---------- | --------- | ------------------------ | ------------------ | -------------------- | ------------------- | ---- |
| 209        | 1         | Wunderland               | 20. Feb. 2021      | Andrea Katzenberger  | Andrea Katzenberger | 10   |
| 210        | 2         | Im Darknet               | 20. Feb. 2021      | Andrea Katzenberger  | Anja Jabs           | 10   |
| 211        | 3         | Vergiftet                | 27. Feb. 2021      | Andrea Katzenberger  | Andrea Katzenberger | 11   |
| 212        | 4         | Wahlkampf                | 27. Feb. 2021      | Andrea Katzenberger  | Jörg Reiter         | 11   |
| 213        | 5         | Der Thron der Ashanti    | 6. März 2021       | Daniel Drechsel-Grau | Jörg Reiter         | 11   |
| 214        | 6         | Die Himbeerkuchen-Hacker | 6. März 2021       | Daniel Drechsel-Grau | Barbara Miersch     | 11   |
| 215        | 7         | Die Pfefferspray-Lüge    | 6. März 2021       | Daniel Drechsel-Grau | France Dübel        | 11   |
| 216        | 8         | Giftige Fässer           | 13. März 2021      | Daniel Drechsel-Grau | Anja Jabs           | 11   |
| 217        | 9         | Hausboot in Not          | 13. März 2021      | Daniel Drechsel-Grau | Anja Jabs           | 11   |
| 218        | 10        | Blaue Flecken            | 13. März 2021      | Daniel Drechsel-Grau | Julia Thürnagel     | 11   |
| 219        | 11        | Der rote Elefant         | 27. März 2021      | Philipp Scholz       | Andrea Katzenberger | 11   |
| 220        | 12        | Im Rolli                 | 27. März 2021      | Philipp Scholz       | Silja Clemens       | 11   |
| 221        | 13        | Lebensretter             | 27. März 2021      | Philipp Scholz       | Silja Clemens       | 11   |

## Staffel 18
Alle 13 Folgen der 18. Staffel wurden bereits, vor der Erstausstrahlung, am 14. Januar 2022 in der ARD-Mediathek veröffentlicht.
| Nr. (ges.) | Nr. (St.) | Originaltitel              | Erstausstrahlung D | Regie                | Drehbuch                          | Team |
| ---------- | --------- | -------------------------- | ------------------ | -------------------- | --------------------------------- | ---- |
| 222        | 1         | Stolpersteine              | 15. Jan. 2022      | Andrea Katzenberger  | Andrea Katzenberger               | 11   |
| 223        | 2         | Der 5-Millionen-Coup       | 15. Jan. 2022      | Andrea Katzenberger  | Andrea Katzenberger               | 11   |
| 224        | 3         | Ein neues Hauptquartier    | 29. Jan. 2022      | Daniel Drechsel-Grau | Anja Jabs                         | 12   |
| 225        | 4         | Bienenmord                 | 29. Jan. 2022      | Daniel Drechsel-Grau | Anja Jabs                         | 12   |
| 226        | 5         | Miese Nummer               | 12. Feb. 2022      | Daniel Drechsel-Grau | Jörg Reiter                       | 12   |
| 227        | 6         | Helden lügen nicht         | 12. Feb. 2022      | Daniel Drechsel-Grau | Jörg Reiter                       | 12   |
| 228        | 7         | Der Pralinenraub           | 19. Feb. 2022      | Daniel Drechsel-Grau | Anja Jabs                         | 12   |
| 229        | 8         | Sven unter Verdacht        | 19. Feb. 2022      | Lydia Bruna          | Thomas Möller, Sebastian Grusnick | 12   |
| 230        | 9         | Die tollste Tante der Welt | 19. März 2022      | Daniel Drechsel-Grau | Thomas Möller, Sebastian Grusnick | 12   |
| 231        | 10        | Der Schutzengel            | 19. März 2022      | Lydia Bruna          | Silja Clemens                     | 12   |
| 232        | 11        | Vertauscht                 | 26. März 2022      | Daniel Drechsel-Grau | Silja Clemens                     | 12   |
| 233        | 12        | Winterquartier             | 2. Apr. 2022       | Lydia Bruna          | Catharina Junk                    | 12   |
| 234        | 13        | Die Paketagentin           | 2. Apr. 2022       | Lydia Bruna          | Catharina Junk                    | 12   |

## Staffel 19
Alle 13 Folgen der 19. Staffel wurden bereits, vor der Erstausstrahlung, am 10. März 2023 in der ARD-Mediathek veröffentlicht.
| Nr. (ges.) | Nr. (St.) | Originaltitel                                            | Erstausstrahlung D | Regie               | Drehbuch                          | Team |
| ---------- | --------- | -------------------------------------------------------- | ------------------ | ------------------- | --------------------------------- | ---- |
| 235        | 1         | Im Nagelstudio (Crossover mit der Serie Großstadtrevier) | 11. März 2023      | Andrea Katzenberger | Andrea Katzenberger               | 12   |
| 236        | 2         | Welpe in Gefahr                                          | 11. März 2023      | Andrea Katzenberger | Andrea Katzenberger               | 12   |
| 237        | 3         | Die verschwundene Münze                                  | 18. März 2023      | Andrea Katzenberger | Anja Jabs                         | 13   |
| 238        | 4         | Die Kakao-Krake                                          | 18. März 2023      | Andrea Katzenberger | Anja Jabs                         | 13   |
| 239        | 5         | Geheime Wahrheiten                                       | 25. März 2023      | Philipp Scholz      | Thomas Möller, Sebastian Grusnick | 13   |
| 240        | 6         | Vertrauensprobe                                          | 25. März 2023      | Philipp Scholz      | Thomas Möller, Sebastian Grusnick | 13   |
| 241        | 7         | Verzockt                                                 | 1. Apr. 2023       | Philipp Scholz      | Julia Thürnagel                   | 13   |
| 242        | 8         | Nachbars Garten                                          | 1. Apr. 2023       | Philipp Scholz      | Julia Thürnagel                   | 13   |
| 243        | 9         | Best Friends Forever                                     | 8. Apr. 2023       | Philipp Scholz      | Anja Jabs                         | 13   |
| 244        | 10        | Alles nur Fake                                           | 8. Apr. 2023       | Philipp Scholz      | Silja Clemens                     | 13   |
| 245        | 11        | Die Öl-Mafia                                             | 15. Apr. 2023      | Lydia Bruna         | Silja Clemens                     | 13   |
| 246        | 12        | Spätfolgen                                               | 22. Apr. 2023      | Lydia Bruna         | Katharina Mestre                  | 13   |
| 247        | 13        | Die einzige Chance                                       | 22. Apr. 2023      | Lydia Bruna         | Jörg Reiter                       | 13   |

## Staffel 20
Alle 13 Folgen der 20. Staffel wurden bereits, vor der Erstausstrahlung, am 10. Mai 2024 in der ARD-Mediathek veröffentlicht.
| Nr. (ges.) | Nr. (St.) | Originaltitel           | Erstausstrahlung D | Regie               | Drehbuch                          | Team |
| ---------- | --------- | ----------------------- | ------------------ | ------------------- | --------------------------------- | ---- |
| 248        | 1         | Blackout                | 11. Mai 2024       | Philipp Scholz      | Anja Jabs                         | 13   |
| 249        | 2         | Stinkbombe              | 11. Mai 2024       | Philipp Scholz      | Benjamin Hessler                  | 13   |
| 250        | 3         | Plan Albatros           | 18. Mai 2024       | Philipp Scholz      | Anja Jabs                         | 13   |
| 251        | 4         | Giftige Angelegenheit   | 18. Mai 2024       | Philipp Scholz      | Thomas Möller, Sebastian Grusnick | 13   |
| 252        | 5         | Der Einbruch            | 25. Mai 2024       | Lydia Bruna         | Thomas Möller, Sebastian Grusnick | 13   |
| 253        | 6         | Fakt oder Fake          | 1. Juni 2024       | Lydia Bruna         | Julia Thürnagel                   | 13   |
| 254        | 7         | Entführt                | 1. Juni 2024       | Lydia Bruna         | Jörg Reiter                       | 13   |
| 255        | 8         | Leinen los!             | 8. Juni 2024       | Lydia Bruna         | Julia Thürnagel                   | 13   |
| 256        | 9         | Die falsche Vermieterin | 8. Juni 2024       | Lydia Bruna         | Silja Clemens                     | 13   |
| 257        | 10        | Muskeln um jeden Preis  | 15. Juni 2024      | Lydia Bruna         | Silja Clemens                     | 13   |
| 258        | 11        | Leos Vater              | 15. Juni 2024      | Andrea Katzenberger | Katharina Mestre                  | 13   |
| 259        | 12        | Das Geisterhaus         | 22. Juni 2024      | Andrea Katzenberger | Andrea Katzenberger               | 13   |
| 260        | 13        | Peking-Kracher          | 22. Juni 2024      | Andrea Katzenberger | Andrea Katzenberger               | 13   |

## Staffel 21
Alle 13 Folgen der 21. Staffel wurden bereits, vor der Erstausstrahlung, am 14. März 2025 in der ARD-Mediathek veröffentlicht.
| Nr. (ges.) | Nr. (St.) | Originaltitel        | Erstausstrahlung D | Regie               | Drehbuch                          | Team |
| ---------- | --------- | -------------------- | ------------------ | ------------------- | --------------------------------- | ---- |
| 261        | 1         | Shutdown             | 15. März 2025      | Philipp Scholz      | Anja Jabs                         | 13   |
| 262        | 2         | Der gestohlene Adler | 15. März 2025      | Philipp Scholz      | Anja Jabs                         | 13   |
| 263        | 3         | Das Hüpftier         | 22. März 2025      | Philipp Scholz      | Benjamin Hessler                  | 14   |
| 264        | 4         | Ein neues Zuhause    | 22. März 2025      | Philipp Scholz      | Silja Clemens                     | 14   |
| 265        | 5         | Ein bisschen Spaß    | 29. März 2025      | Janco Christiansen  | Silja Clemens                     | 14   |
| 266        | 6         | Brandgefährlich      | 5. Apr. 2025       | Janco Christiansen  | Julia Thürnagel                   | 14   |
| 267        | 7         | Im Netz              | 5. Apr. 2025       | Janco Christiansen  | Julia Thürnagel                   | 14   |
| 268        | 8         | Dicker als Wasser    | 12. Apr. 2025      | Hannah-Lisa Paul    | Jörg Reiter                       | 14   |
| 269        | 9         | Das Geständnis       | 12. Apr. 2025      | Hannah-Lisa Paul    | Anja Jabs                         | 14   |
| 270        | 10        | Tierschützer         | 19. Apr. 2025      | Hannah-Lisa Paul    | Thomas Möller, Sebastian Grusnick | 14   |
| 271        | 11        | Kupferklau           | 19. Apr. 2025      | Andrea Katzenberger | Thomas Möller, Sebastian Grusnick | 14   |
| 272        | 12        | Küssen               | 26. Apr. 2025      | Andrea Katzenberger | Franca Düwel                      | 14   |
| 273        | 13        | Der Bankraub         | 26. Apr. 2025      | Andrea Katzenberger | Andrea Katzenberger               | 14   |